# Pape Sané
Pape Sané (Dakar, 30 dicembre 1991) è un calciatore senegalese, attaccante dello Stade Beaucairois.

## Palmarès

### Club

#### Competizioni nazionali
- Coupe du Sénégal: 1

Diaraf: 2009
- Ligue 1 (Senegal): 2

Diaraf: 2010
Casa Sports: 2011-2012